# Ruth McGinnis
Pour les articles homonymes, voir McGinnis.
Ruth McGinnis est une joueuse de billard américaine.

## Carrière
Ruth McGinnis naît en 1910.
À l'âge de sept ans, McGinnis commence à jouer au billard dans le magasin de son père. Trois ans plus tard, elle est considérée comme une grande championne de la discipline.
En 1932, elle obtient un diplôme d'enseignante de sport mais ne trouve pas de travail.
En 1934, elle reçoit le titre de Reine du Billard par la World Billiards Association à Chicago. L'année suivante, elle bat les deux Flower Sisters, jusque-là championne et vice-championne du monde de billard. En 1937, elle bat deux fois de suite le champion du monde en titre, Ralph Greenleaf.
De 1932 à 1950, elle est championne du monde féminine de la discipline, et pendant cette période, elle perd 29 de 1 532 parties jouées en public, en compétition ou non.
En 1942, elle s'inscrit au championnat de l'état de New York, jusque-là réservé aux homes. En mars 1948, elle devient la première femme à participer aux championnats du monde de billard. Sur l'ensemble de sa carrière, elle a perdu 8 des 340 parties qu'elle a jouées en compétition.
En 1954, elle prend sa retraite sportive. Elle obtient ensuite un diplôme en enseignement, et en 1960, elle commence à enseigner dans un établissement d'élèves en difficulté à Philadelphie.
Elle meurt le 15 mai 1974 à Honesdale,.

## Filmographie
- Behind the Eight Ball, avec Paul Douglas[3].

## Postérité
- Membre du Hall of Fame du Billiards Congress of America depuis 1976[2]